# Starenje vina
Starenje vina (ponekad dozrijevanje ili sazrijevanje vina) je proces dozrijevanja vina, pri čemu se mijenja aroma i buke vina.
Nisu sva vina pogodna za starenje, dapače, jako malo vina će sazrijavanjem postati bolje (tek oko 5% svjetskih vina).
Vinima bijelih sorti pogoduje starenje od par godina, a od crnih sorti do desetak godina. 
Vina koja su pogodnija za starenje imaju veću količinu alkohola i kiselina (bijela) ili alkohola i tanina (crna vina).
Dozrijevanje vina je prirodni proces oplemenjivanja u vinu u odgovarajućim posudama, radi poboljšanja senzorskih svojstava gotovog proizvoda.
Da bi se olakšano dozrijevalo, potrebno je sulfitirati vino pri prvom pretoku. Posuda u kojima se to sprovodi mora se očistiti i isprati od starog sumporenja zato što vino lako poprimi miris sumpora. Ne smije se prerano pretakati jer se time sprječava potpuno vrenje pa vino postaje sluzavo ili naknadno spontano fermentira. Da bi optimalno dozrijevalo, potrebno je mlado vino njegovati nadolijevanjem i sulfitiranjem. Pri proizvodnji običnih stolnih vina treba obaviti otvoreni pretok radi ubrzanja proces dozrijevanja vina (esterifikacija), djelovanjem alkohola i kiselina vina. Poželjni prirodni proces u dozrijevanju je razgradnja jabučne kiseline u mliječnu kiselinu. Proces se zbiva djelovanjem gljivica i bakterija koje se nalaze u moštu i mladom vinu. Takvom razgradnjom prekisela i neharmonična vina postaju "pitkija". Uz to ovaj proces smanjuje sadržaj acetaldehida, spoja velika afiniteta ka sumpornom dioksidu (SO2), čime se smanjuje potreba vina za sumporenjem. Poželjno je da se talože soli vinske kiseline (kalija i kalcija). Time se djelimice smanjuje višak ukupne kiseline u vinu te naknadna pojava taloga kristalića na dnu boce u buteljama. Proces se postiže djelovanjem niskih temperatura, -2 do 5°C, i mali proizvođači u svojim podruima zimi otvore prozore i vrata. Sasvim je dovoljno da temperatura padne ispod -4°C i tad se izluži vinski kamen, "birsa", i termolabilne vinske bjelančevine. Pri rashlađivanju vino se muti i povišene je boje. Velike vinarije pospješuju ubrzavaju proces taloženja tartarata rashladnim uređajima ili dodavanjem metavinske kiseline.